# ハーベル
ハーベル（Harbel）は、リベリアの都市。リベリア中部に位置し、マージビ郡に属する。ファーミントン川沿いに位置し、大西洋から24km上流にさかのぼった地点にある。人口は23,402人（2008年国勢調査）。
ハーベルは1926年、ゴム農園建設のためにこの地域をリベリア政府より借り受けたアメリカのファイアストン社によって建設された。街の名前は、ファイアストンの創立者であるハーベイ・ファイアストーンと、その妻であるIdabelleの名を合成して作られた。ファイアストン社はハーベルを中心に広大な天然ゴム農園を所有しており、ハーベルはその農園の開発・管理拠点として発展した。リベリア内戦中の1993年6月に同市にあるカーター難民キャンプで女性や子供を含む567人が、リベリア国軍（AFL）に虐殺される事件が起きている。ハーベイ・ファイアストーンのゴム農園はリベリア国民愛国戦線（NPFL）に占領された。
モンロビア・ロバーツ国際空港が3km南東にある。